# Power Windows
Power Windows är  det elfte studioalbumet av Rush utgivet den 26 oktober 1985. Det nådde tionde plats på albumlistan i USA. Albumet fortsätter med deras stora användning av keyboard instrument. Låtarna "The Big Money", "Territories", "Manhattan Project", "Mystic Rhythms" och "Marathon" släpptes som singlar från albumet.
Flera av låtarna från Power Windows spelades live för sista gången den 4 augusti 2013.

## Låtlista
Samtliga låtar skrivna av Geddy Lee, Alex Lifeson och Neil Peart.
Sida ett
1. "The Big Money" - 5:34
2. "Grand Designs" - 5:05
3. "Manhattan Project" - 5:05
4. "Marathon" - 6:09

Sida två
1. "Territories" - 6:19
2. "Middletown Dreams" - 5:15
3. "Emotion Detector" - 5:10
4. "Mystic Rhythms" - 5:53